# 河北新報ニュース
『河北新報ニュース』（かほくしんぽうニュース）は、東北放送（tbc）におけるラジオ・テレビニュース及び仙台CATVの「チャンネルフォー」において放送されるニュース番組の名称。
エフエム仙台（Date fm）では『Date fm NEWS』で平日の11:55、13:55に河北新報ニュースを伝えている。

## tbcテレビ
テレビ定時ニュースにおいては、エンディング時「河北新報ニュース」の題字に重ねる形で「終」という大きな文字が画面中央に出現し、さらに右下に「制作：tbc」という文字が出る。また見出し字は、2009年3月30日より『THE NEWS』全国パートと同一デザインに、翌2010年3月29日より『JNNニュース』と同一デザインに各々統一された（タイトル右下の『JNN NEWS』は『TBC NEWS』に、『ウォッチン!みやぎ』内7:30頃のニュースは『Watch in NEWS』に各々差し替え）。これによりtbc独自デザインの見出し字は全廃されている。
1975年の腸捻転解消（朝日放送(ABC)と毎日放送(MBS)のネットチェンジ）を契機にJNNのニュース番組が全局タイトル統一となる以前は、昼の『JNNニュース』を『河北新報ニュース JNN』に改題していた。
平日は金曜のみ22:55、週末は土曜15:54、日曜13:57からそれぞれ独立番組として5分間放送されている（週末は楽天戦中継がある場合、時間変更あるいは休止）。
2010年7月頃よりタイトル表記が『河北新報NEWS』に変わった。
2012年度前期と2013年度前期のみ、月～木曜の最終枠は『EVER SPORTS』とのオムニバス形式として『EVER SPORTS&河北新報ニュース』と題して放送。
2014年4月より月～木曜の最終枠は『NEWS23』の差込み番組となる。
2018年9月までモノラル放送であったが、同年10月よりステレオ放送を実施している。
2023年4月より月～木曜の最終枠が無くなり、金～日曜限定放送となったが、2025年4月より『ひるまでウォッチン!第2部』の差込み番組かつミニニュース部分として平日昼前枠が設置された。

### 放送時間（2025年4月から）
平日昼前枠
- 月曜日 - 金曜日11:05 - 11:09（JST/4分）
  - 『ひるまでウォッチン!』内にて放送。

金曜日～日曜日最終枠
- 金曜日 - 日曜日22:54 - 23:00（JST/6分）

週末午後枠
- 不定時[注 2]

## tbcラジオ
時間帯により（特に正午前のニュースでは）tbcテレビ（『JNNニュース』）で報道されたJNN記者リポートの音声を編集して流すことがある（同様の方式は毎日放送『MBSニュース（正午）』、RKB毎日放送『RKBラジオニュース（正午）』、JRN系『ネットワークトゥデイ』でも実施）。
平日夕方の『tbcニューストゥデイ』は2006年3月まで『河北TBCニューストゥデイ』というタイトルで放送していた。

### 放送時間
- 基本的に毎正時（毎時00分）で5分。

※2024年10月時点
| 放送枠 | 放送時間（JST）    | 放送時間（JST）                                 | 放送時間（JST）                     |
| 放送枠 | 月曜 - 金曜        | 土曜                                            | 日曜                                |
| ------ | ------------------ | ----------------------------------------------- | ----------------------------------- |
| 朝     | 7:48頃 8:55 - 9:00 | 6:00 - 6:05 7:00 - 7:05 8:00 - 8:05 8:55 - 9:00 | 6:00 - 6:05 7:00 - 7:05 8:55 - 9:00 |
| 午前   | 9:55 - 10:00       | 10:00 - 10:05                                   | 10:00 - 10:05                       |
| 午前   | 10:55 - 11:00      | 11:00                                           | -                                   |
| 昼     | 11:52 - 12:00      | 12:25 - 12:30                                   | 11:55 - 12:00                       |
| 午後   | 14:00 15:00 16:00  | 15:00 16:00                                     | 12:55 - 13:00                       |
| 夕方   | （放送なし）       | 17:00 - 17:05 17:50 - 17:55                     | 16:55 - 16:58 18:55 - 19:00         |
| 夜     | （放送なし）       | 19:55 - 20:00                                   | 20:55 - 21:00                       |
| 最終   | 21:55 - 22:00      | （放送なし）                                    | （放送なし）                        |

※終了時間なしは番組内包により、当日の進行状況によっては開始が定刻であるとは限らないため。
- 2024年1月1日より、tbcニュース（ラジオ版）と共通のジングルをニュースを伝える前に挿入されるようになった。それ以前は〇時の河北新報ニュース（タイトルコール）と提供読みを開始前に担当者が読み上げてから始まっていた。
- 平日については2021年頃 - 2022年秋頃まで最終便ニュースを23:57に設定した時期があった[2][3][注 15]。タイトル・提供読み、全国ニュース1本、県内関連ニュース1本、天気予報、協賛社のCMを順に流し、午前零時の時報に繋いでいた。

※なお、宮城県の民放AM局はtbcのみであるが、通常民放AM局が1局のみの地区では必ず（2局以上の地区ではNRN単独局で）放送されている『ニュースパレード』（平日 17:00 - 17:13、文化放送制作）本編をtbcは開局当初からネットしておらず、平日 17:00の枠は自社制作の『tbcニュース』に差し替えてCMのみをネット受けしている（この方式はBSNの『新潟日報ニュース』も同様だったが、BSNは2017年4月から文化放送のネット受けに切り替えた）。

## ニュース速報のチャイム音
tbcのラジオニュース速報チャイムはJNN（tbcテレビ）と同じ音「ビッビッ ビッビッ」を使用している。

## 関連番組
- tbcニュース
- Nスタ
- Nスタみやぎ
- news23